# Elgin (Illinois)
|  | Dieser Artikel wurde aufgrund von inhaltlichen Mängeln auf der Qualitätssicherungsseite des Projektes USA eingetragen. Hilf mit, die Qualität dieses Artikels auf ein akzeptables Niveau zu bringen, und beteilige dich an der Diskussion! Eine nähere Beschreibung der zu behebenden Mängel fehlt. |

Elgin ist eine Stadt mit 114.797 Einwohnern (Stand 2020) in Illinois.
Sie liegt 57 Kilometer nordwestlich der Stadt Chicago, 52 Kilometer südwestlich der Stadt Waukegan und 72 Kilometer südöstlich der Stadt Rockford. Sie ist eine principal city der Metropolregion Chicago und gehört zum Kane und Cook County.

## Geographie
Laut der Volkszählung im Jahr 2010 hatte Elgin eine Gesamtfläche von 97,7 km². Von denen waren 96,2 km² Land und 1,4 km² Wasser.

## Geschichte
Nach einer Grundstücksschenkung im Jahr 1864 eröffnete die Elgin National Watch Company 1866 hier ihre erste Uhrenfabrik. Bis 1964 wurde hier, mit insgesamt rund 60 Millionen Stück, ein Großteil der in den USA produzierten Uhren hergestellt. Die Elgin National Watch Company war eine der ersten Firmen, welche Uhren als Massenware fertigte.
Das Elgin Tower Building wurde 1929 fertiggestellt. Das Gebäude im Stil des Art déco wurde 2002 in das National Register of Historic Places aufgenommen.

## Demografie
Nach der Volkszählung im Jahr 2010 lebten 108.188 Einwohner in 35.094 Haushalten und 25.252 Familien in der Stadt. Es gab 37.848 Wohneinheiten, was einer Bebauungsdichte von 504,5/km² entsprach.
Die Bevölkerung teilte sich auf in 65,9 % Weiße, 7,4 % Afroamerikaner, 1,40 % amerikanische Ureinwohner, 5,4 % Asiaten und 16,3 % andere. 3,6 % gaben an, von mindestens zwei dieser Gruppen abzustammen. 43,6 % der Bevölkerung bestand aus Hispanics oder Latinos, die verschiedenen der oben genannten Ethnien angehörten.
In 38,0 % der 35.094 Haushalte lebten Kinder unter 18 Jahren, in 52,6 % lebten verheiratete Paare, 13,3 % waren alleinerziehende Mütter und 28,0 % waren keine Familien. Die durchschnittliche Haushaltsgröße betrug 3,03 Einwohner und die durchschnittliche Familiengröße 3,56.
23,4 % der Einwohner waren unter 18 Jahren, 10,7 % zwischen 18 und 24, 33,6 % von 25 bis 44, 18,2 % von 45 bis 64 und 8,6 % 65 und älter. Das Durchschnittsalter betrug 32,5 Jahre. 50,2 % der Bevölkerung waren Frauen.
Das Durchschnittseinkommen pro Haushalt betrug 56.337 USD, das jährliche Familieneinkommen 68.740 USD. Das Durchschnittseinkommen der Männer lag bei 39.581 USD, das der Frauen bei 28.488 USD. Das Pro-Kopf-Einkommen in der Stadt betrug 21.478 USD. Rund 6,4 % der Familien und 8,1 % der Bevölkerung lebten unterhalb der Armutsgrenze, darunter waren 11,6 % unter 18 Jahre alt und 4,7 % über 65 Jahre alt.

## Persönlichkeiten
- Dan Andriano (* 1977), Rockmusiker
- Bruce Boxleitner (* 1950), Schauspieler
- Peter G. Fitzgerald (* 1960), ehemaliger republikanischer Senator
- Mike Ledbetter (1985–2019), Bluessänger und Gitarrist
- Kevin Martin (* 1969), Sänger und Musiker
- Donella Meadows (1941–2001), Umweltwissenschaftlerin und Autorin
- Earl Madman Muntz (1914–1987), Geschäftsmann und Werbefigur
- Brian Oldfield (1945–2017), Leichtathlet
- Peter Railton (* 1950), Philosoph und Hochschullehrer
- Bobby Rosengarden (1924–2007), Jazzschlagzeuger und Studiomusiker